# Почтарьов Євген Сергійович
Євге́н Сергі́йович Почтарьо́в (нар. 20 квітня 1987, Лисичанськ) — український бадмінтоніст і тренер, чемпіон України 2013 року, майстер спорту України міжнародного класу. Брат семиразового чемпіона України Артема Почтарьова.

## Життєпис
Навчався в Харківському вищому училищі фізичної культури і спорту.
Працює на кафедрі фізичного виховання № 1 Національного юридичного університету імені Ярослава Мудрого (Харків).

## Досягнення
Євген Почтарьов виграв вісім юніорських титулів в Україні з 2003 по 2006 рік.
У дорослих розрядах він виграв срібло та бронзу в 2010 році, бронзу в 2012 та золото в 2013 році.
Виступав за Національну збірну України.
Як тренер був наставником Анастасії Прозорової.
Тренує національну збірну Азербайджана з бадмінтону.